# Handball-Oberliga Rheinland-Pfalz/Saar 2010/11
Die Handball-Oberliga Rheinland-Pfalz/Saar 2010/11 wurde unter dem Dach der Handball-Landesverbände Rheinhessen (HVR), Rheinland (HVRL), Pfalz (PfHV) und Saar (HVS) organisiert. Sie ist die höchste Spielklasse des Verbundes und war unterhalb der Regionalliga als vierthöchste Spielklasse im deutschen Ligensystem eingestuft.

## Saisonverlauf
Die Handball-Oberliga Rheinland-Pfalz/Saar 2010/11 war die neunte Ausspielung dieser Handballliga.

## Modus
Sechzehn Mannschaften (Frauen vierzehn) spielten eine Hin- und Rückrunde. Nach Abschluss der daraus resultierenden Spieltage ist der Meister in die neu gegründete 3. Liga 2011/12 aufgestiegen. Die fünf letzten Mannschaften (Frauen drei) mussten in die Ligen der Landesverbände absteigen. Der Modus war für Männer- und Frauenteams gleich. 

## Teilnehmer
Nicht mehr dabei waren die Auf- und Absteiger der Vorsaison. Neu hinzukamen der Absteiger (A) aus der Regionalliga Süd und die Aufsteiger (N) aus den Ligen der Landesverbände.

## Abschlussplatzierungen
| Männer  1. TV Nieder-Olm (A) - 2. SG Saulheim - 3. VTZ Saarpfalz (A) - 4. TV Offenbach - 5. SV 64 Zweibrücken - 6. TV 1891 Moselweiß - 7. TuS 04 Dansenberg (N) - 8. MSG HF Untere Saar (A) - 9. MSG HF Illtal - 10 HG Saarlouis II  11 TSG Friesenheim II  12 DJK SF Budenheim (A)  13 HSG Eckbachtal  14 HSG Irmenach/Kl./Horbr.  15 SGH Sankt Ingbert  16 HSG Völklingen (N) | Frauen  1. SG Bretzenheim - 2. DJK St. Michael Marpingen (A) - 3. TG Konz - 4. HSG Wittlich - 5. TuS Weibern 1920 II (N) - 6. SV 64 Zweibrücken - 7. TSG Friesenheim - 8. VTV Mundenheim (N) - 9. HSV Merzig-Hilbringen - 10 TSV 1886 Kandel  11 SG Ottersheim/Bellheim/Z.  12 SG Albersweiler/H./R.  13 TV 03 Wörth  14 FSG Oberthal/Hirstein |

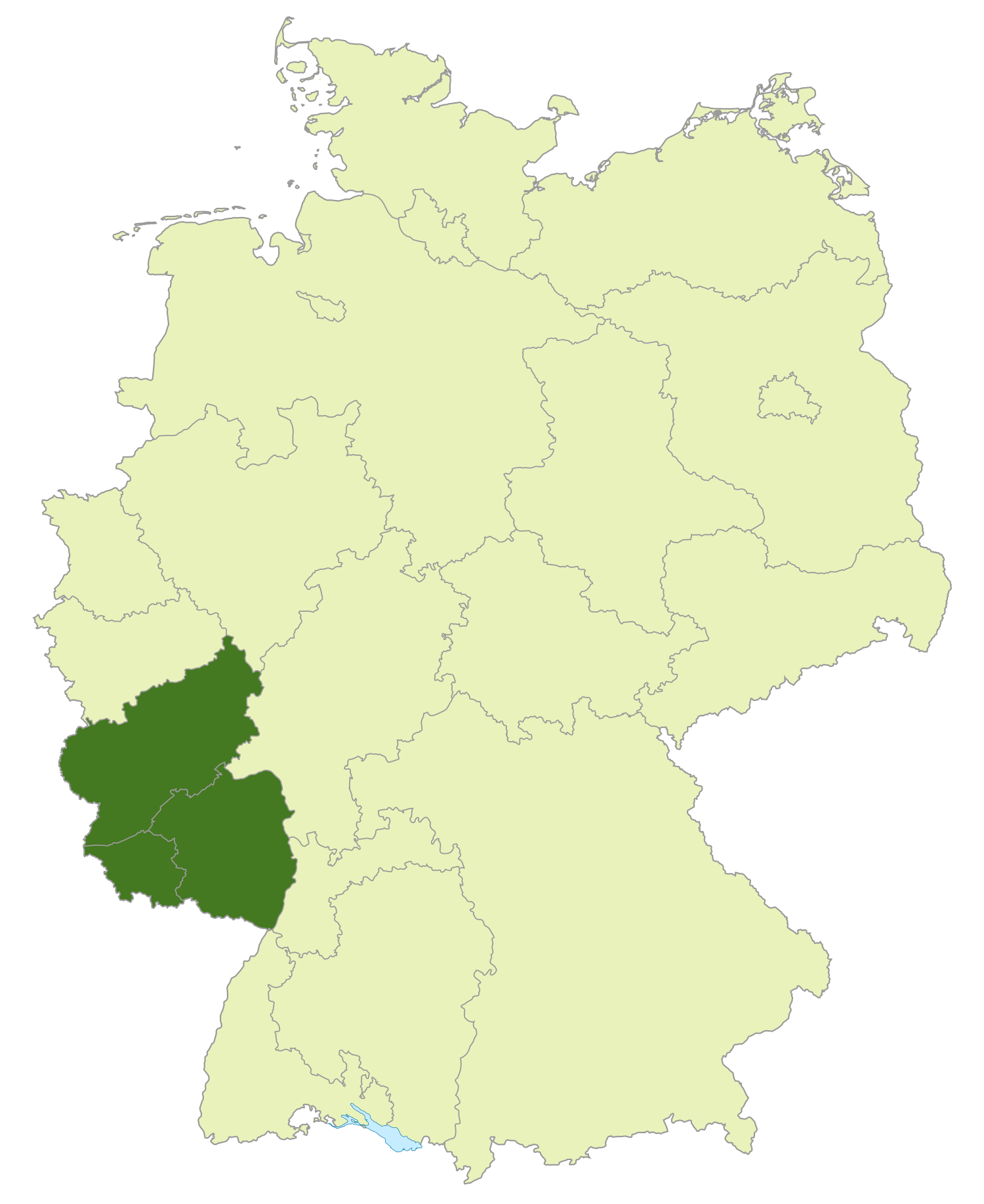
Bereich der Handball-Oberliga
Rheinland-Pfalz / Saarland

(A) = Absteiger aus der Regionalliga Süd (N) = neu in der Liga (R) = Rückzug
 Meister und Aufsteiger zur 3. Liga 2011/12
- Für die Oberliga RPS 2011/12 qualifiziert

 Absteiger in die Ligen der Landesverbände.